# Tião da Zaeli
Sebastião dos Reis Gonçalves (Patos de Minas, 20 de janeiro de 1967), popularmente conhecido como  Tião da Zaeli é um empresário e político brasileiro. É o atual vice-prefeito de Várzea Grande desde o dia 1.º de janeiro de 2025
Foi vice-prefeito no mandato de Murilo Domingos e prefeito do município de Várzea Grande pelos períodos de  11 de abril de 2011	e 14 de abril e 2 de maio de 2011 e entre 27 de julho á 30 de outubro de 2012. Também disputou as eleições em 2012, sendo derrotado por Walace Guimarães e Lucimar Campos, presidiu o Sincad (Sindicato das Empresas do Comércio Atacadista de Mato Grosso) e atualmente exerce a função de presidente da Acivag (Associação Comercial e Industrial de Várzea Grande).

## Biografia
Sebastião nasceu em Patos de Minas, Minas Gerais e em 1977 se muda para Várzea Grande, Mato Grosso, de família grande e muito humilde, com dez anos na época, teve que viver umas das maiores dificuldade de sua vida, viver longe de seus pais e irmãos, que após os quatro anos de chegada à Várzea Grande, partiriam novamente para o estado para Patos de Minas. Em seus primeiros anos em Várzea Grande Sebastião morou em pensões, e durante esse período passou por vários empregos, como feirante, mascate e vendedor.
Em 1987 iniciou a sua vida empresarial, funda uma loja de confecção no bairro CPA, em Cuiabá, não se contentando em não investir na sua cidade residente, funda em 1993 a Formula Distribuidora no bairro Cristo Rei em Várzea Grande.
Em 2007 inaugura o empreendimento comercial Auto Shopping Formula, o primeiro do gênero em Mato Grosso, localizado na Avenida da FEB em Várzea Grande.
Em 2008 se filia ao PR, e se candidata na coligação Pra frente Várzea Grande sendo candidato a vice-prefeito de Murilo Domingos.
Eleito vice-prefeito, durante a gestão  Murilo Domingos exerceu a função de secretario de Educação e Infla-Estrutura do município. Em 2011 foi afastado do cargo junto com o prefeito no período de Murilo Domingos sendo reconduzido em 20 de outubro de 2011 ficando até o ano de 30 de outubro de 2012.
Em 2011, Tião deixa o PR e se filia ao Partido Social Democrático.
Em 2015, Tião deixa o PSD e se filia ao PSDB

## Experiência política

### Prefeito de Várzea Grande
Tião da Zaeli ficou a frente da prefeitura de Várzea Grande entre os períodos de 11 de abril de 2011	e 14 de abril e 2 de maio de 2011 e entre 27 de julho á 30 de outubro de 2012. Entre as principais ações de seu governo foram pela recuperação da credibilidade da administração publica municipal e a atração de investimentos de investimentos públicos e principalmente privados, entre as empresas instaladas no período estão a lojas de departamentos Havan, o hipermercado Extra e regulamentou a lei de uso e ocupação do solo para construção do primeiro shopping center da cidade.
Disputou a reeleição para o cargo de prefeito de Várzea Grande em 2012, tendo sido o terceiro mais votado no primeiro turno sendo derrotado com  41.168 votos no primeiro turno contra 47.105 de Walace Guimarães e votos contra Lucimar Campos do Democratas que obteve 44.653 votos.
Renúncia
Tião da Zaeli renunciou o cargo de prefeito em 30 de outubro de 2012, faltando 2 meses e 2 dias de encerrar o mandato, o Procurador Geral do Município Marcos Avalone protocolou as 18ː30 do mesmo dia, o oficio explicando o que o motivou ter renunciado o cargo de prefeito do município. No ato foi dado vacância ao cargo de prefeito e assumiu o presidente da Câmara Municipal de Várzea Grande Antônio Gonçalo Pedroso de Barros o popular "Maninho de Barros", até a posse do então prefeito Walace Guimarães.